# Maasin
Maasin é uma cidade de quarta classe de renda da cidade na província Leyte do Sul, nas Filipinas. De acordo com o censo de 1 maio  de  2020 possui uma população de 87 446 pessoas e 20 206 domicílios.